# Свети Йоан Богослов (Черешница)
„Свети Йоан Богослов“ (на гръцки: Αγίου Ιωάννη του Θεολόγου) е възрожденска православна църква, разположена край костурското село Черешница, днес Поликерасо, Костурско, Гърция.

## История
Църквата е разположена южно под връх Чуките във Вич, на няколко километра югозападно от Черешница. Била е гробищен и енорийски храм на разположеното на реката южно под нея село Долна Черешница или Долно село и датира поне от XVIII век. Новото село е построено през 30-те години на XIX век и старото е изоставено. Църквата обаче е поддържана от старите му жители в памет на старото село. В XX век обаче дървеният и покрив се срутва. Към началото на XXI век църквата е в развалини. В 2021 година започва подготовка за реставрация на храма.